# Stuart Urban
Stuart Urban (né le 11 septembre 1958  à Newport, sur l'île de Wight) est un réalisateur britannique.

## Filmographie partielle
- 1997 : Preaching to the Perverted
- 2001 : Revelation
- 2007 : Tovarisch, I Am Not Dead (documentaire)
- 2010 : My Unbeatable Uncle (documentaire)